# Quadratino
Quadratino é uma tira de banda desenhada italiana criada por Antonio Rubino.

## O personagem
Quadratino foi publicado por crianças, na revista Il Corriere dei Piccoli de 1910 a 1911. Uma versão inicial do personagem já tinha aparecido em 1909, na mesma revista, na história de La tragica istoria del triangolo e del quadrato.
Ela retrata as histórias de o travesso Quadratino, sua avó Nonna Matematica ("Vovó Matemática") e o tutor Trigonometria ("Trigonometria"); em cada episódio Quadrantino é punido por seu mau comportamento com a transformação de sua cabeça em um retângulo, um triângulo ou em outra forma geométrica; no final da história, depois de ele ter compreendido os seus defeitos, a cabeça volta ao normal.